# Jean-Marc Luisada
Jean-Marc Luisada (ur. 3 czerwca 1958 w Bizercie) – francuski pianista i pedagog muzyczny; laureat V nagrody na XI Międzynarodowym Konkursie Pianistycznym im. Fryderyka Chopina (1985).

## Życiorys
Na fortepianie zaczął grać w wieku sześciu lat. W latach 1971–1974 uczył się w szkole Yehudi Menuhina w Anglii. Jest absolwentem Konserwatorium Paryskiego. Jednym z jego nauczycieli był Paul Badura-Skoda. 
Wziął udział w kilku konkursach pianistycznych, w tym dwukrotnie w Konkursach Chopinowskich (w 1980 i 1985). Za pierwszym razem odpadł w I etapie. Pięć lat później dotarł do finału i otrzymał V nagrodę. Ponadto uczestniczył w konkursach w Barcelonie, im. Roberta Casadesusa w Cleveland oraz im. Dino Cianiego w Mediolanie.
W 1981 wystąpił w Tully Hall, Salle Pleyel i Salle Gaveau. Później grał w Niemczech, Austrii, Danii, Japonii. Wiele razy występował w Polsce, m.in. na Międzynarodowym Festiwalu Chopinowskim w Dusznikach-Zdroju. Jest wykładowcą w École Normale de Musique w Paryżu.

## Repertuar i dyskografia
W jego repertuarze są utwory m.in. Fryderyka Chopina, Ludwiga van Beethovena, Franza Schuberta i Georges’a Bizeta. Nagrał wiele płyt m.in. dla wytwórni Deutsche Grammophon, RCA Records i Sony Classical.